# 이운룡 선무공신교서 및 관련고문서
이운룡 선무공신교서 및 관련 고문서(李雲龍 宣武功臣敎書 및 關聯 古文書)는 대한민국 경상남도 진주시 남성동, 국립진주박물관에 있는 조선시대의 문서류이다. 1994년 10월 17일 대한민국의 보물 제1212호로 지정되었다.

## 개요
선조가 선조 37년(1604)에 임진왜란 때 옥포해전에서 혁혁한 공을 세운 동계 이운룡(1562∼1610)에게 내린 상훈교서와 교지 등 2점이다.
이운룡은 선조 18년(1585) 무과에 급제하여 선전관을 거쳐 옥포만호 등의 벼슬을 지냈다. 임진왜란이 일어나자 경상우도 수군절도사 원균이 도망치려는 것을 막고 전라좌도 수군절도사 이순신에게 원병을 요청하도록 건의하여 옥포해전에서 적함 50여 척을 쓰러뜨리는데 큰 공을 세웠다. 그 후 이순신의 추천으로 경상좌도 수군절도사에 임명되어 전쟁이 끝날 때까지 경상도의 수군을 이끌었다.
교서는 이운룡이 옥포해전에서 왜군을 크게 격파하고 승리한 무공을 찬양하는 내용이 담겨있다. 즉 이운룡을 선무공신 3등으로 정하고 포상으로 초상화를 그려 후세에 길이 남기고, 관직의 1계급 진급과 부모 처자도 1계급씩 올리되 자식이 없을 경우 조카나 여조카까지 1계급씩 올려준다는 것이다. 그리고 후손인 큰아들이 세습하여 그 녹을 잃지 않게 하여 영원히 도울 것임을 천명한 것이다.
교지는 선조 29년(1596) 이운룡을 절충장군 경상좌도 수군절도사에 임명하는 사령장이다.
이 교서 및 교지는 조선시대 공신 연구 및 임진왜란 연구에 중요한 자료이며 인물연구의 자료로서 귀중한 가치를 지니고 있다.

## 참고 자료
- 이운룡 선무공신교서 및 관련 고문서 - 국가유산청 국가유산포털